# AWF Mickiewicz Katowice
KS Mickiewicz Katowice – drużyna koszykarska występująca w II lidze. Drużyna ma charakter szkoleniowy. Powstała po to aby umożliwić zdobycie doświadczenia przez młodych zawodników.

## Informacje ogólne
- Rok założenia: 1999
- Adres: ul. A. Mickiewicza 11, 40-092 Katowice.
- Prezes: Sebastian Breguła
- Trenerzy: Mirosław Stawowski, Kazimierz Mikołajec, Adam Zając
- Utworzone przy: III Liceum Ogólnokształcące im. Adama Mickiewicza w Katowicach